# Ophiodermella akkeshiensis
Ophiodermella akkeshiensis é uma espécie de gastrópode do gênero Ophiodermella, pertencente a família Borsoniidae.